# 占美·杜利安倫
占美·韋確·杜利安倫（芬蘭語：Jimi Weikko Tauriainen；2004年3月9日—）是一名芬蘭職業足球員，司職中場或前鋒，效力英超球會車路士。

## 球會生涯
杜利安倫於赫爾辛基出生，並於5歲時加入由他父親建立的足球學校FC Wild。他於2016年加入HJK赫爾辛基的青訓學院，及後到訪祖雲達斯、國際米蘭、車路士等球會試訓。
2020年3月10日，HJK宣布杜利安倫於車路士試訓成功，將於同年7月加盟該英超球隊。
2021年3月9日，杜利安倫的17歲生日當日，他與車路士簽下了首份職業合約，並於同年7月續約。
2024年2月25日，在車路士對陣利物浦的聯賽盃決賽中，杜利安倫被列入車路士的後備席，但他並未上陣。三天後，他在對陣列斯聯的足總盃第五輪賽事中上演職業生涯地標戰，於比賽補時階段後備入替米凱洛·梅迪歷。

## 國家隊生涯
杜利安倫曾代表芬蘭從U15到U19的各級青年隊。

## 個人生活
杜利安倫成長於足球員世家，他的父親柏斯·杜利安倫和叔叔菲沙·杜利安倫曾代表芬蘭國家隊、哥哥朱利斯·杜利安倫和另一叔叔堅莫·杜利安倫亦曾代表芬蘭各梯級青年隊。

## 生涯統計

### 球會
最後更新：2022年12月27日
| 效力球會  | 球季     | 聯賽     | 聯賽 | 聯賽 | 國家盃賽 | 國家盃賽 | 聯賽盃賽 | 聯賽盃賽 | 歐洲賽 | 歐洲賽 | 其他 | 其他 | 總計 | 總計 |
| 效力球會  | 球季     | 聯賽     | 上陣 | 入球 | 上陣     | 入球     | 上陣     | 入球     | 上陣   | 入球   | 上陣 | 入球 | 上陣 | 入球 |
| --------- | -------- | -------- | ---- | ---- | -------- | -------- | -------- | -------- | ------ | ------ | ---- | ---- | ---- | ---- |
| 車路士U23 | 2022–23  | —        | —    | —    | —        | —        | —        | —        | —      | —      | 1    | 0    | 1    | 0    |
| 車路士    | 2023–24  | 英超     | 0    | 0    | 0        | 0        | 1        | 0        | 0      | 0      | 0    | 0    | 1    | 0    |
| 生涯總計  | 生涯總計 | 生涯總計 | 0    | 0    | 0        | 0        | 1        | 0        | 0      | 0      | 1    | 0    | 2    | 0    |

1. ↑  於英格蘭足球聯賽錦標賽上陣。